# Coupe du monde des clubs de handball 2013
Navigation
Édition 2012 Édition 2014

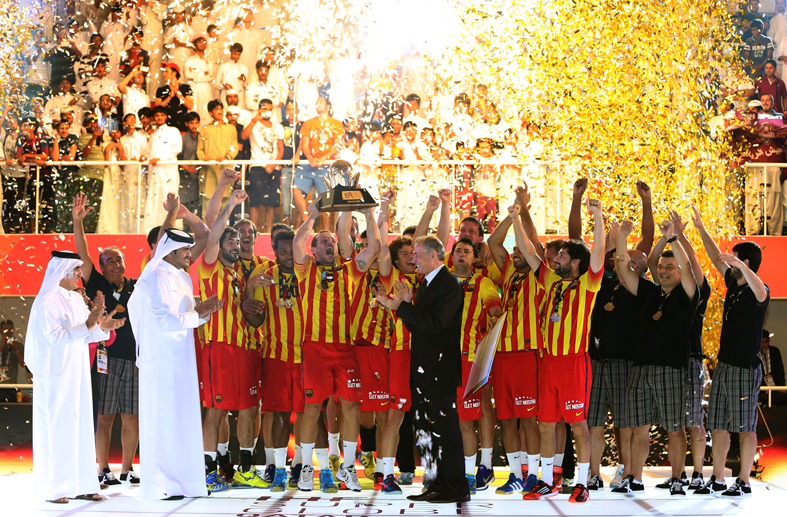
Le FC Barcelone célèbre sa première victoire dans la compétition.

La Coupe du monde des clubs de handball 2013, ou Super Globe 2013, est la septième édition de la Coupe du monde des clubs de handball organisé par la Fédération internationale de handball. Elle se déroule du 25 août au 30 août 2013 à Doha, au Qatar, pour la cinquième fois. Tous les matchs sont joués à la salle « Al-Gharafa Sports Club Hall » à Doha.
Le FC Barcelone, qui remplace le tenant du titre l'Atlético de Madrid à la suite de son dépôt de bilan, remporte sa première coupe du monde des clubs aux dépens du HSV Hambourg.

## Déroulement de la compétition
Le format du Championnat du monde des clubs, prévoit la répartition de huit équipes en deux groupes, A et B. Les deux premières équipes de chaque groupe se qualifient pour les demi-finales (le premier du groupe A rencontre le second du groupe B, et vice-versa). Les équipes classées troisième et quatrième des groupes sont qualifiées pour les demi-finales de classement.
Les gagnants des demi-finales se disputent la victoire finale, tandis que les perdants s'affrontent pour la troisième place.

## Participants
Les huit équipes de cette édition sont :
| Club                     | Pays      | Confédération | Titre                                                         |
| ------------------------ | --------- | ------------- | ------------------------------------------------------------- |
| HSV Hambourg             | Allemagne | EHF           | Vainqueur de la Ligue des champions 2012-2013                 |
| FC Barcelone             | Espagne   | EHF           | remplace l'Atlético Madrid, tenant du titre                   |
| HC Taubaté               | Brésil    | PATHF         | Vainqueur du Championnat panaméricain 2013 (en)               |
| Al-Rayyan SC             | Qatar     | AHF           | Vainqueur de la Ligue des champions d'Asie 2012               |
| Étoile sportive du Sahel | Tunisie   | CAHB          | Vainqueur de la Supercoupe d'Afrique 2013                     |
| Université de Sydney HC  | Australie | OCHF          | Vainqueur de la Coupe des clubs champions d'Océanie 2013 (en) |
| Al-Sadd SC               | Qatar     | AHF           | Hôte                                                          |
| El Jaish SC              | Qatar     | AHF           | Wild Card                                                     |

## Phase de groupes
Le tirage au sort des groupes a été effectué le 27 juillet 2013, :

### Composition des groupes
| Groupe B - HSV Hambourg - Al-Sadd SC - El Jaish SC - Université de Sydney HC | Groupe A - FC Barcelone - Étoile sportive du Sahel - Al-Rayyan SC - HC Taubaté |

### Poule A
| Rang | Équipe                  | Pts | G | N | P | BP | BC  | Diff |
| ---- | ----------------------- | --- | - | - | - | -- | --- | ---- |
| 1    | HSV Hambourg            | 5   | 2 | 1 | 0 | 94 | 73  | +21  |
| 2    | El Jaish SC             | 4   | 1 | 2 | 0 | 89 | 65  | +24  |
| 3    | Al-Sadd SC              | 3   | 1 | 1 | 1 | 84 | 72  | +12  |
| 4    | Université de Sydney HC | 0   | 0 | 0 | 3 | 49 | 106 | -57  |

|  | Qualifiée pour les demi-finales                                                                                |
|  | Éliminée |
|  | Pts points ; G victoires ; N nuls ; P défaites BP buts marqués ; BC buts encaissés ; Diff différence de points |

| 25 août 2013 17h00 | HSV Hambourg      | 29 - 29       | El Jaish SC       | Al-Gharafa Sports Club Hall, Doha Affluence : 2 000 Arbitrage : Al-Marzouqi, Al-Nuaimi |
| 25 août 2013 17h00 | Stefan Schröder 9 | (13 - 13)     | Zoran Roganović 7 | Al-Gharafa Sports Club Hall, Doha Affluence : 2 000 Arbitrage : Al-Marzouqi, Al-Nuaimi |
| 25 août 2013 17h00 | ×3 ×7             | [PDF] Rapport | ×3                | Al-Gharafa Sports Club Hall, Doha Affluence : 2 000 Arbitrage : Al-Marzouqi, Al-Nuaimi |

| 25 août 2013 20h15 | Al-Sadd SC         | 33 - 20       | Université de Sydney HC | Al-Gharafa Sports Club Hall, Doha Affluence : 1 000 Arbitrage : Menezes, Pinto |
| 25 août 2013 20h15 | Abdulla Al-Karbi 8 | (18 - 10)     | Christoph Hert 4        | Al-Gharafa Sports Club Hall, Doha Affluence : 1 000 Arbitrage : Menezes, Pinto |
| 25 août 2013 20h15 | ×3 ×2              | [PDF] Rapport | ×3 ×10                  | Al-Gharafa Sports Club Hall, Doha Affluence : 1 000 Arbitrage : Menezes, Pinto |

| 26 août 2013 18h00 | Université de Sydney HC | 15 - 35       | HSV Hambourg      | Al-Gharafa Sports Club Hall, Doha Affluence : 1 500 Arbitrage : Diabete, Couliabaly |
| 26 août 2013 18h00 | Diego Llorente 5        | (4 - 20)      | Stefan Schröder 9 | Al-Gharafa Sports Club Hall, Doha Affluence : 1 500 Arbitrage : Diabete, Couliabaly |
| 26 août 2013 18h00 | ×2 ×8                   | [PDF] Rapport | ×3                | Al-Gharafa Sports Club Hall, Doha Affluence : 1 500 Arbitrage : Diabete, Couliabaly |

| 26 août 2013 20h00 | El Jaish SC      | 22 - 22       | Al-Sadd SC         | Al-Gharafa Sports Club Hall, Doha Affluence : 1 000 Arbitrage : Nikolić, Stojković |
| 26 août 2013 20h00 | Ahmed El-Ahmar 7 | (10 - 12)     | Messaoud Berkous 6 | Al-Gharafa Sports Club Hall, Doha Affluence : 1 000 Arbitrage : Nikolić, Stojković |
| 26 août 2013 20h00 | ×3 ×7            | [PDF] Rapport | ×4 ×2              | Al-Gharafa Sports Club Hall, Doha Affluence : 1 000 Arbitrage : Nikolić, Stojković |

| 27 août 2013 18h00 | HSV Hambourg     | 30 - 29       | Al-Sadd SC        | Al-Gharafa Sports Club Hall, Doha Affluence : 1 500 Arbitrage : Reveret, Pichon |
| 27 août 2013 18h00 | Žarko Marković 7 | (18 - 15)     | Mustafa Al-Krad 7 | Al-Gharafa Sports Club Hall, Doha Affluence : 1 500 Arbitrage : Reveret, Pichon |
| 27 août 2013 18h00 | ×3 ×4            | [PDF] Rapport | ×2 ×4             | Al-Gharafa Sports Club Hall, Doha Affluence : 1 500 Arbitrage : Reveret, Pichon |

| 27 août 2013 20h00 | El Jaish SC    | 38 - 14       | Université de Sydney HC | Al-Gharafa Sports Club Hall, Doha Affluence : 500 Arbitrage : Menezes, Pinto |
| 27 août 2013 20h00 | Mosbah Sanai 6 | (20 - 6)      | Jonathan Lennstrom 3    | Al-Gharafa Sports Club Hall, Doha Affluence : 500 Arbitrage : Menezes, Pinto |
| 27 août 2013 20h00 | ×2 ×3          | [PDF] Rapport | ×2 ×4                   | Al-Gharafa Sports Club Hall, Doha Affluence : 500 Arbitrage : Menezes, Pinto |

### Poule B
| Rang | Équipe          | Pts | G | N | P | BP  | BC | Diff |
| ---- | --------------- | --- | - | - | - | --- | -- | ---- |
| 1    | FC Barcelone    | 6   | 3 | 0 | 0 | 104 | 70 | +34  |
| 2    | Étoile du Sahel | 4   | 2 | 0 | 1 | 86  | 81 | +5   |
| 3    | HC Taubaté      | 2   | 1 | 0 | 2 | 69  | 87 | -18  |
| 4    | Al-Rayyan SC    | 0   | 0 | 0 | 3 | 74  | 95 | -21  |

|  | Qualifiée pour les demi-finales                                                                                |
|  | Éliminée |
|  | Pts points ; G victoires ; N nuls ; P défaites BP buts marqués ; BC buts encaissés ; Diff différence de points |

| 25 août 2013 13h00 | Étoile sportive du Sahel    | 29 - 24       | HC Taubaté                   | Al-Gharafa Sports Club Hall, Doha Affluence : 2 000 Arbitrage : Horáček, Novotný |
| 25 août 2013 13h00 | Amine Bannour, Issam Rzig 6 | (14 - 11)     | Andre Silva, Thiago Santos 5 | Al-Gharafa Sports Club Hall, Doha Affluence : 2 000 Arbitrage : Horáček, Novotný |
| 25 août 2013 13h00 | ×3                          | [PDF] Rapport | ×3 ×7                        | Al-Gharafa Sports Club Hall, Doha Affluence : 2 000 Arbitrage : Horáček, Novotný |

| 25 août 2013 15h00 | FC Barcelone    | 38 - 25       | Al-Rayyan SC             | Al-Gharafa Sports Club Hall, Doha Affluence : 2 000 Arbitrage : Diabete, Couliabaly |
| 25 août 2013 15h00 | trois joueurs 6 | (21 - 14)     | Mohammed Al Gharaballi 9 | Al-Gharafa Sports Club Hall, Doha Affluence : 2 000 Arbitrage : Diabete, Couliabaly |
| 25 août 2013 15h00 | ×3 ×4           | [PDF] Rapport | ×4 ×6                    | Al-Gharafa Sports Club Hall, Doha Affluence : 2 000 Arbitrage : Diabete, Couliabaly |

| 26 août 2013 14h00 | Al-Rayyan SC             | 23 - 30       | Étoile sportive du Sahel | Al-Gharafa Sports Club Hall, Doha Affluence : 2 000 Arbitrage : Reveret, Pichon |
| 26 août 2013 14h00 | Mohammed Al Gharaballi 7 | (15 - 18)     | Anouar Ayed 8            | Al-Gharafa Sports Club Hall, Doha Affluence : 2 000 Arbitrage : Reveret, Pichon |
| 26 août 2013 14h00 | ×3                       | [PDF] Rapport | ×3 ×7                    | Al-Gharafa Sports Club Hall, Doha Affluence : 2 000 Arbitrage : Reveret, Pichon |

| 26 août 2013 16h00 | FC Barcelone       | 32 - 18       | HC Taubaté      | Al-Gharafa Sports Club Hall, Doha Affluence : 2 000 Arbitrage : Al-Nuaimi, Al-Marzouqi |
| 26 août 2013 16h00 | Cédric Sorhaindo 7 | (15 - 10)     | Andre Ribeiro 5 | Al-Gharafa Sports Club Hall, Doha Affluence : 2 000 Arbitrage : Al-Nuaimi, Al-Marzouqi |
| 26 août 2013 16h00 | ×3 ×2              | [PDF] Rapport | ×3 ×6 ×1        | Al-Gharafa Sports Club Hall, Doha Affluence : 2 000 Arbitrage : Al-Nuaimi, Al-Marzouqi |

| 27 août 2013 14h00 | FC Barcelone    | 34 - 27       | Étoile sportive du Sahel | Al-Gharafa Sports Club Hall, Doha Affluence : 2 000 Arbitrage : Nikolić, Stojković |
| 27 août 2013 14h00 | trois joueurs 4 | (11 - 12)     | trois joueurs 4          | Al-Gharafa Sports Club Hall, Doha Affluence : 2 000 Arbitrage : Nikolić, Stojković |
| 27 août 2013 14h00 | ×3 ×7           | [PDF] Rapport | ×4 ×5 ×1                 | Al-Gharafa Sports Club Hall, Doha Affluence : 2 000 Arbitrage : Nikolić, Stojković |

| 27 août 2013 16h00 | HC Taubaté       | 27 - 26       | Al-Rayyan SC  | Al-Gharafa Sports Club Hall, Doha Affluence : 1 500 Arbitrage : Novotný, Horáček |
| 27 août 2013 16h00 | Andre Ribeiro 10 | (11 - 15)     | Rayan Aribi 7 | Al-Gharafa Sports Club Hall, Doha Affluence : 1 500 Arbitrage : Novotný, Horáček |
| 27 août 2013 16h00 | ×3 ×5            | [PDF] Rapport | ×3 ×4         | Al-Gharafa Sports Club Hall, Doha Affluence : 1 500 Arbitrage : Novotný, Horáček |

## Phase finale
|  | Demi-finales                               | Demi-finales                               |                        |    | Finale                                     | Finale                                     |
|  | Demi-finales                               | Demi-finales                               |                        |    | Finale                                     | Finale                                     |
|  |                                            |                                            |                        |    |                                            |                                            |
|  | 29 août 18h00, Al-Gharafa Sports Club Hall | 29 août 18h00, Al-Gharafa Sports Club Hall |                        |    | 30 août 20h10, Al-Gharafa Sports Club Hall | 30 août 20h10, Al-Gharafa Sports Club Hall |
|  | 29 août 18h00, Al-Gharafa Sports Club Hall | 29 août 18h00, Al-Gharafa Sports Club Hall |                        |    | 30 août 20h10, Al-Gharafa Sports Club Hall | 30 août 20h10, Al-Gharafa Sports Club Hall |
|  | HSV Hambourg                               | 36                                         |                        |    | 30 août 20h10, Al-Gharafa Sports Club Hall | 30 août 20h10, Al-Gharafa Sports Club Hall |
|  | HSV Hambourg                               | 36                                         |                        |    | 30 août 20h10, Al-Gharafa Sports Club Hall | 30 août 20h10, Al-Gharafa Sports Club Hall |
|  | Étoile sportive du Sahel                   | 22                                         |                        |    | 30 août 20h10, Al-Gharafa Sports Club Hall | 30 août 20h10, Al-Gharafa Sports Club Hall |
|  | Étoile sportive du Sahel                   | 22                                         | FC Barcelone           | 27 |                                            |                                            |
|  | 29 août 20h15, Al-Gharafa Sports Club Hall |                                            | FC Barcelone           | 27 |                                            |                                            |
|  |                                            | HSV Hambourg                               | 25                     |    |                                            |                                            |
|  | El Jaish SC                                | HSV Hambourg                               | 25                     | 31 |                                            |                                            |
|  | El Jaish SC                                |                                            |                        | 31 |                                            |                                            |
|  | FC Barcelone                               | 40                                         |                        |    |                                            |                                            |
|  | FC Barcelone                               | 40                                         | Match pour la 3e place |    |                                            |                                            |
|  |                                            |                                            |                        |    |                                            |                                            |
|  | 30 août 17h30, Al-Gharafa Sports Club Hall |                                            |                        |    |                                            |                                            |
|  |                                            |                                            |                        |    |                                            |                                            |
|  | El Jaish SC                                | 27                                         |                        |    |                                            |                                            |
|  | El Jaish SC                                | 27                                         |                        |    |                                            |                                            |
|  | Étoile sportive du Sahel                   | 20                                         |                        |    |                                            |                                            |
|  | Étoile sportive du Sahel                   | 20                                         |                        |    |                                            |                                            |

### Demi-finale
| 29 août 2013 18h00 | HSV Hambourg    | 36 - 22       | Étoile sportive du Sahel | Al-Gharafa Sports Club Hall, Doha Affluence : 2 000 Arbitrage : Novotný, Horáček |
| 29 août 2013 18h00 | Hans Lindberg 8 | (16 - 9)      | Ali Zein 7               | Al-Gharafa Sports Club Hall, Doha Affluence : 2 000 Arbitrage : Novotný, Horáček |
| 29 août 2013 18h00 | ×3 ×6           | [PDF] Rapport | ×2 ×3                    | Al-Gharafa Sports Club Hall, Doha Affluence : 2 000 Arbitrage : Novotný, Horáček |

| 29 août 2013 20h15 | FC Barcelone      | 40 - 31       | El Jaish SC    | Al-Gharafa Sports Club Hall, Doha Affluence : 2 000 Arbitrage : Menezes, Pinto |
| 29 août 2013 20h15 | Siarhei Rutenka 6 | (20 - 14)     | Mosbah Sanai 6 | Al-Gharafa Sports Club Hall, Doha Affluence : 2 000 Arbitrage : Menezes, Pinto |
| 29 août 2013 20h15 | ×3 ×7             | [PDF] Rapport | ×3 ×6          | Al-Gharafa Sports Club Hall, Doha Affluence : 2 000 Arbitrage : Menezes, Pinto |

### Petite finale
| 30 août 2013 17h30 | El Jaish SC    | 27 - 20       | Étoile sportive du Sahel | Al-Gharafa Sports Club Hall, Doha Affluence : 2 000 Arbitrage : Pichon, Reveret |
| 30 août 2013 17h30 | Selim Hedoui 8 | (13 - 8)      | Ali Zein 6               | Al-Gharafa Sports Club Hall, Doha Affluence : 2 000 Arbitrage : Pichon, Reveret |
| 30 août 2013 17h30 | ×2 ×5          | [PDF] Rapport | ×3 ×7                    | Al-Gharafa Sports Club Hall, Doha Affluence : 2 000 Arbitrage : Pichon, Reveret |

### Finale
| 30 août 2013 20h00 | FC Barcelone   | 27 - 25       | HSV Hambourg    | Al-Gharafa Sports Club Hall, Doha Affluence : 2 000 Arbitrage : Nikolić, Stojković |
| 30 août 2013 20h00 | Victor Tomás 5 | (15 - 13)     | Hans Lindberg 7 | Al-Gharafa Sports Club Hall, Doha Affluence : 2 000 Arbitrage : Nikolić, Stojković |
| 30 août 2013 20h00 | ×3 ×5          | [PDF] Rapport | ×4 ×7           | Al-Gharafa Sports Club Hall, Doha Affluence : 2 000 Arbitrage : Nikolić, Stojković |

## Matchs de classement
|  | Demi-finales de classement                 | Demi-finales de classement                 |                        |    | Match pour la 5e place                     | Match pour la 5e place                     |
|  | Demi-finales de classement                 | Demi-finales de classement                 |                        |    | Match pour la 5e place                     | Match pour la 5e place                     |
|  |                                            |                                            |                        |    |                                            |                                            |
|  | 29 août 14h00, Al-Gharafa Sports Club Hall | 29 août 14h00, Al-Gharafa Sports Club Hall |                        |    | 30 août 15h30, Al-Gharafa Sports Club Hall | 30 août 15h30, Al-Gharafa Sports Club Hall |
|  | 29 août 14h00, Al-Gharafa Sports Club Hall | 29 août 14h00, Al-Gharafa Sports Club Hall |                        |    | 30 août 15h30, Al-Gharafa Sports Club Hall | 30 août 15h30, Al-Gharafa Sports Club Hall |
|  | Université de Sydney HC                    | 14                                         |                        |    | 30 août 15h30, Al-Gharafa Sports Club Hall | 30 août 15h30, Al-Gharafa Sports Club Hall |
|  | Université de Sydney HC                    | 14                                         |                        |    | 30 août 15h30, Al-Gharafa Sports Club Hall | 30 août 15h30, Al-Gharafa Sports Club Hall |
|  | HC Taubaté                                 | 28                                         |                        |    | 30 août 15h30, Al-Gharafa Sports Club Hall | 30 août 15h30, Al-Gharafa Sports Club Hall |
|  | HC Taubaté                                 | 28                                         | HC Taubaté             | 28 |                                            |                                            |
|  | 29 août 16h00, Al-Gharafa Sports Club Hall |                                            | HC Taubaté             | 28 |                                            |                                            |
|  |                                            | Al-Rayyan SC                               | 30                     |    |                                            |                                            |
|  | Al-Sadd SC                                 | Al-Rayyan SC                               | 30                     | 19 |                                            |                                            |
|  | Al-Sadd SC                                 |                                            |                        | 19 |                                            |                                            |
|  | Al-Rayyan SC                               | 32                                         |                        |    |                                            |                                            |
|  | Al-Rayyan SC                               | 32                                         | Match pour la 7e place |    |                                            |                                            |
|  |                                            |                                            |                        |    |                                            |                                            |
|  | 30 août 13h30, Al-Gharafa Sports Club Hall |                                            |                        |    |                                            |                                            |
|  |                                            |                                            |                        |    |                                            |                                            |
|  | Al-Sadd SC                                 | 30                                         |                        |    |                                            |                                            |
|  | Al-Sadd SC                                 | 30                                         |                        |    |                                            |                                            |
|  | Université de Sydney HC                    | 18                                         |                        |    |                                            |                                            |
|  | Université de Sydney HC                    | 18                                         |                        |    |                                            |                                            |

### Demi-finales de classement
| 29 août 2013 14h00 | Université de Sydney HC | 14 - 28       | HC Taubaté   | Al-Gharafa Sports Club Hall, Doha Affluence : 750 Arbitrage : Reveret, Pichon |
| 29 août 2013 14h00 | Tomasz Szklarski 5      | (6 - 11)      | Diego Lago 5 | Al-Gharafa Sports Club Hall, Doha Affluence : 750 Arbitrage : Reveret, Pichon |
| 29 août 2013 14h00 | ×2 ×5                   | [PDF] Rapport | ×2           | Al-Gharafa Sports Club Hall, Doha Affluence : 750 Arbitrage : Reveret, Pichon |

| 29 août 2013 16h00 | Al-Sadd SC         | 19 - 32       | Al-Rayyan SC        | Al-Gharafa Sports Club Hall, Doha Affluence : 1 000 Arbitrage : Diabete, Couliabaly |
| 29 août 2013 16h00 | Abdulla Al-Karbi 6 | (11 - 17)     | Vassili Filippov 11 | Al-Gharafa Sports Club Hall, Doha Affluence : 1 000 Arbitrage : Diabete, Couliabaly |
| 29 août 2013 16h00 | ×2 ×7              | [PDF] Rapport | ×2 ×4               | Al-Gharafa Sports Club Hall, Doha Affluence : 1 000 Arbitrage : Diabete, Couliabaly |

### Match pour la7eplace
| 30 août 2013 13h30 | Al-Sadd SC        | 30 - 18       | Université de Sydney HC | Al-Gharafa Sports Club Hall, Doha Affluence : 1 000 Arbitrage : Diabete, Couliabaly |
| 30 août 2013 13h30 | Selvedin Omahic 6 | (14 - 10)     | Christoph Hert 5        | Al-Gharafa Sports Club Hall, Doha Affluence : 1 000 Arbitrage : Diabete, Couliabaly |
| 30 août 2013 13h30 | ×3 ×4             | [PDF] Rapport | ×4 ×5                   | Al-Gharafa Sports Club Hall, Doha Affluence : 1 000 Arbitrage : Diabete, Couliabaly |

### Match pour la5eplace
| 30 août 2013 15h30 | HC Taubaté           | 28 - 30       | Al-Rayyan SC   | Al-Gharafa Sports Club Hall, Doha Affluence : 2 000 Arbitrage : Al-Nuaimi, Al-Marzouqi |
| 30 août 2013 15h30 | Guilherme Oliveira 7 | (12 - 17)     | Rayan Aribi 10 | Al-Gharafa Sports Club Hall, Doha Affluence : 2 000 Arbitrage : Al-Nuaimi, Al-Marzouqi |
| 30 août 2013 15h30 | ×3 ×4 ×1             | [PDF] Rapport | ×3 ×4          | Al-Gharafa Sports Club Hall, Doha Affluence : 2 000 Arbitrage : Al-Nuaimi, Al-Marzouqi |

## Classement final
| Rang | Club                     | Nation    | Confédération | Prime     |
| ---- | ------------------------ | --------- | ------------- | --------- |
| 1    | FC Barcelone             | Espagne   | EHF           | 400 000 $ |
| 2    | HSV Hambourg             | Allemagne | EHF           | 200 000 $ |
| 3    | El Jaish SC              | Qatar     | AHF           | 150 000 $ |
| 4    | Étoile sportive du Sahel | Tunisie   | CAHB          |           |
| 5    | Al-Rayyan SC             | Qatar     | AHF           |           |
| 6    | HC Taubaté               | Brésil    | PATHF         |           |
| 7    | Al-Sadd SC               | Qatar     | AHF           |           |
| 8    | Université de Sydney HC  | Australie | OHF           |           |